# André Marc
André Marc, né le 23 octobre 1892 à Caen, dans le Calvados (France) et mort le 12 mars 1961 à Chantilly (France), est un prêtre jésuite français, professeur à l’Institut catholique de Paris, métaphysicien néo-thomiste et écrivain.

## Biographie
Le jeune André entre dans la Compagnie de Jésus le 23 septembre 1910 et fait son noviciat en Angleterre où se trouvent les Jésuites français en exil. À la fin du cours habituel de la formation spirituelle et intellectuelle jésuite, il est ordonné prêtre le 24 octobre 1923 à Hastings, dans le Sussex (Angleterre). Il fait alors un « biennium », c’est-à-dire deux années de théologie spéciale à l’Université grégorienne de Rome, où il soutient en 1928 une thèse portant sur le jugement.
Professeur de sciences humaines, dans un premier temps, le père Marc enseigne surtout la psychologie, la philosophie morale et l’ontologie dans les philosophats jésuites de Saint-Hélier de Jersey (îles Anglo-Normandes) et, à partir du retour sur le continent (1939), de Vals-près-Le Puy, puis Mongré et Chantilly.
En 1933, il publie son œuvre majeure de théologie néo-thomiste : L’idée de l’être chez saint Thomas et dans la scolastique postérieure. De 1950 à 1960, le père Marc occupe la chaire de psychologie rationnelle à l’Institut catholique de Paris. Sa pensée se résume dans la trilogie Psychologie réflexive, Dialectique de l’agir et Dialectique de l’affirmation. Métaphysicien thomiste, le père Marc n’en était pas moins attentif aux questions et aux problèmes de la philosophie moderne et contemporaine. Il influence plusieurs générations de jésuites contemporains.
Le père André Marc meurt au scolasticat de Chantilly (France), le 12 mars 1961, à l’âge de 69 ans.

## Écrits
- L'Idée de l'être chez saint Thomas et dans la scolastique postérieure, Paris, Beauchesne et ses fils, 1933, 154pp.
- Psychologie réflexive (2 vol.), Paris, 1948-1949.
- Dialectique de l'agir, Paris, 1949.
- Dialectique de l'affirmation, Paris, 1952[4].
- Raison philosophique et religion révélée, Bruges, 1955.
- Méthode et Dialectique, 1956.
- L'Être et l'Esprit, Paris, 1958.
- De l'actualité historique,1960.
- Raison et conversion chrétienne, Louvain, Museum Lessianum, 1961.